# كفر شرف
قرية كفر شرف هي إحدى القرى التابعة لمركز ميت غمر في محافظة الدقهلية في جمهورية مصر العربية. حسب إحصاءات سنة 2006، بلغ إجمالي السكان في كفر شرف 1184 نسمة، منهم 618 رجل و566 امرأة.